# Герреро (муниципалитет Коауилы)
Герреро (исп. Guerrero) — муниципалитет в Мексике, штат Коауила, с административным центром в одноимённом городе. Численность населения, по данным переписи 2020 года, составила 1643 человека.

## Общие сведения
Название Guerrero дано в честь мексиканского военного, одного из лидеров в войне за независимость — Висенте Герреро.
Площадь муниципалитета равна 2927 км², что составляет 1,93 % от площади штата, а наивысшая точка — 390 метров, расположена в поселении Лас-Тортолас.
Он граничит с другими муниципалитетами штата Коауилы: на юго-востоке с Идальго, на юге с Хуаресом, на западе с Вилья-Унионом, на северо-западе с Навой, а на северо-востоке проходит государственная граница с США.

## Учреждение и состав
Муниципалитет был образован в 1827 году, в его состав входит 79 населённых пунктов, самые крупные из которых:
| Код INEGI                  | Населённый пункт                                                                     | Численность населения (2005 год) | Численность населения (2010 год) | Численность населения (2020 год) |
| -------------------------- | ------------------------------------------------------------------------------------ | -------------------------------- | -------------------------------- | -------------------------------- |
| 012                        | Всего                                                                                | 1877                             | 2091                             | 1643                             |
| 0001                       | Герреро (исп. Guerrero) 28°18′30″ с. ш. 100°22′43″ з. д. (административный центр)    | 889                              | 959                              | 775                              |
| 0035                       | Санта-Моника (исп. Santa Mónica) 28°12′09″ с. ш. 100°37′32″ з. д.                    | 300                              | 324                              | 294                              |
| 0021                       | Гуадалупе (исп. Guadalupe) 28°07′33″ с. ш. 100°34′29″ з. д.                          | 132                              | 168                              | 159                              |
| 0037                       | Сан-Висенте (исп. San Vicente) 28°25′41″ с. ш. 100°21′44″ з. д.                      | 83                               | 83                               | 65                               |
| 0028                       | Конгрегасьон-Родригес (исп. Congregación Rodríguez) 28°28′29″ с. ш. 100°22′55″ з. д. | 44                               | 52                               | 52                               |
| —                          | Прочие                                                                               | 429                              | 505                              | 298                              |
| Названия на карте Генштаба |                                                                                      |                                  |                                  |                                  |

## Экономическая деятельность
По статистическим данным 2000 года, работоспособное население занято по секторам экономики в следующих пропорциях:
- сельское хозяйство, скотоводство и рыбная ловля — 49,8 %;
- промышленность и строительство — 25,4 %;
- торговля, сферы услуг и туризма — 24,2 %;
- безработные — 0,5 %.

## Инфраструктура
По статистическим данным 2010 года, инфраструктура развита следующим образом:
- электрификация: 96,2 %;
- водоснабжение: 92,7 %;
- водоотведение: 78,4 %.

## Фотографии

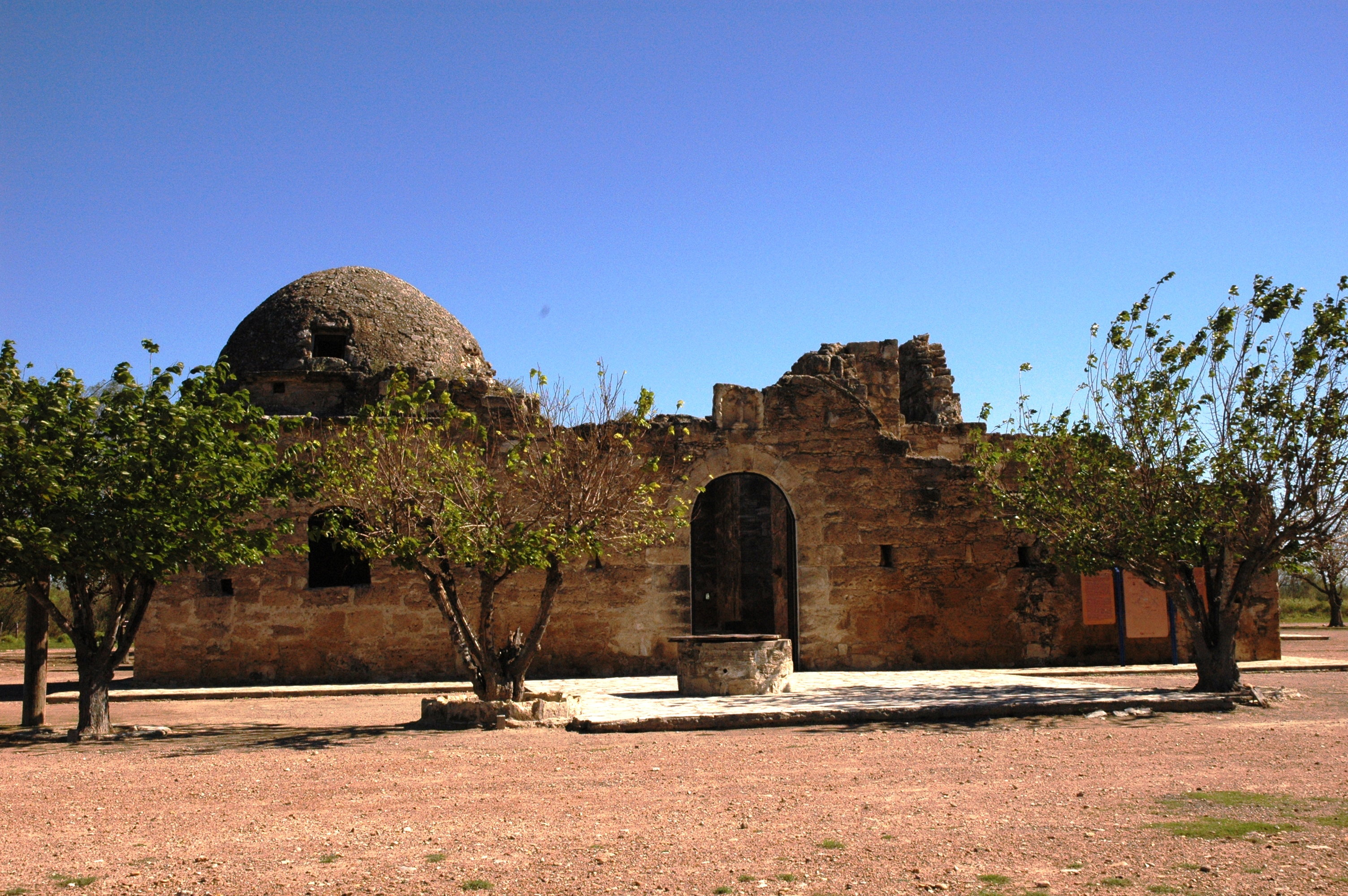
Заброшенная миссия Сан-Бернандо
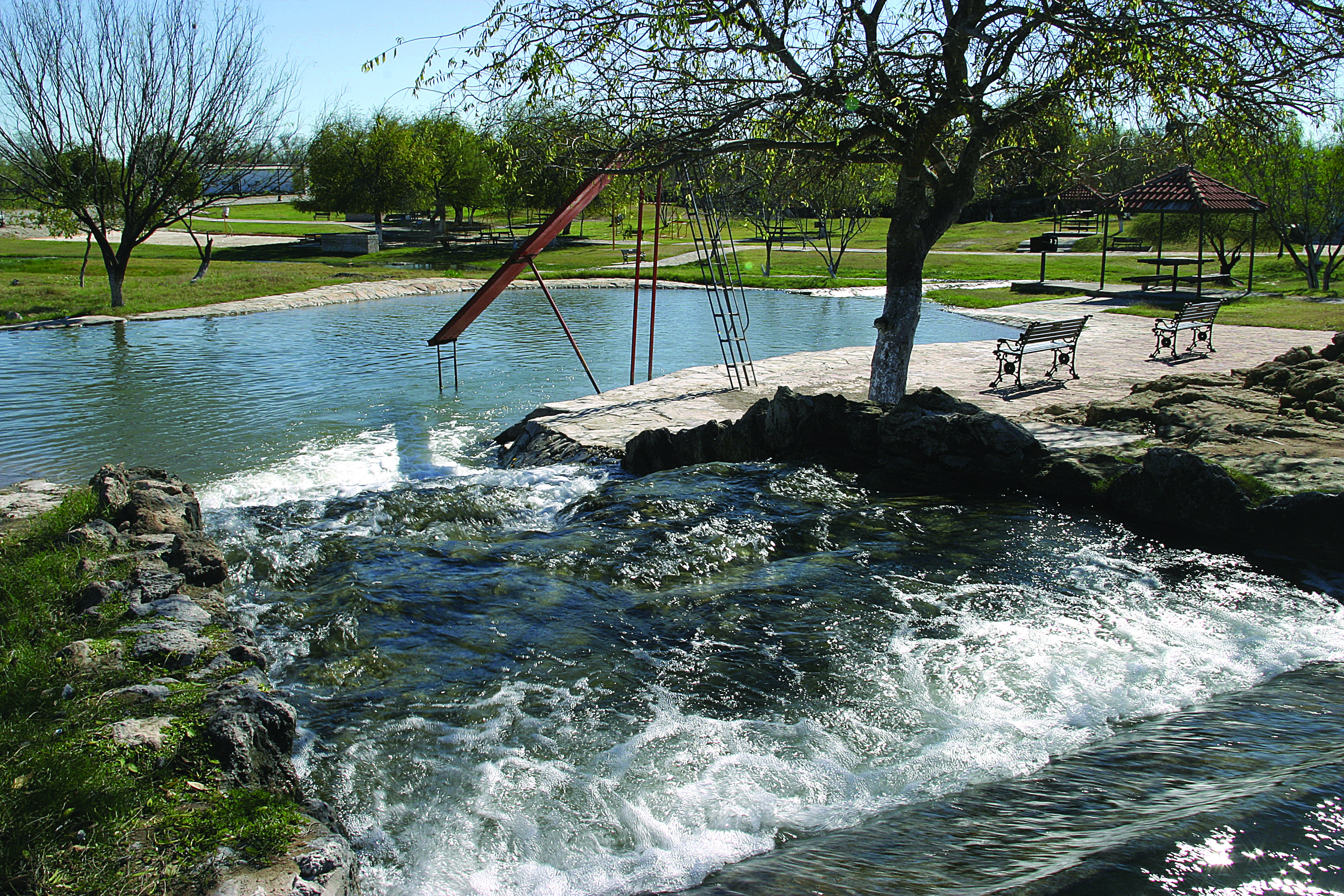
Экологический парк Ла-Педрара